# 皱叶南蛇藤
皱叶南蛇藤（学名：Celastrus rugosus）为卫矛科南蛇藤属下的一个种。

## 扩展阅读
- 維基物種上的相關：皱叶南蛇藤